# Guóth Iván
Guóth Iván (Győr, 1930. szeptember 16. – 2020. május 18.) magyar kosárlabdázó, edző, sportvezető. Fia Guóth Árpád kosárlabdázó, edző.

## Pályafutása
Kecskeméten érettségizett, majd a Szegedi Állami Pedagógiai Főiskolán biológia-testnevelő tanári, 1962-ben a Sportvezető és Edzőképző Intézetben (SEKI) kosárlabda szakedzői diplomát szerzett.
1952 és 1956 között a Szegedi Haladás kosárlabdázója volt. 1963 és 1970 között a Kecskeméti Petőfi férfi, 1970 és 1980 között a Videoton férfi csapatának a vezetőedzője volt, majd hat évig a férfi válogatottnál másodedzőként tevékenykedett. 1984 és 1987 között a SZEOL-Délép SE / Szeged SC  férfi csapatának a szakmai munkáját irányította. 1987 és 1990 között ismét a Videotonnál edzősködött. 1990 és 1992 között a Kecskeméti SC férfi, 1993-tól a Szekszárdi KSC női csapatának a vezetőedzőjeként dolgozott.
Az 1970-es években két évig a Kecskeméti Városi Sportcsarnok igazgatója volt.